# Sommen (meer)
Sommen is een meer in de Zweedse provincie Östergötlands län. Het meer heeft meer dan 300 eilanden en is gemiddeld 17 meter diep; de maximale diepte in het meer is 53 meter. Het meer heeft een oppervlakte van 130 km².
Volgens een sage leeft in het meer een monster.